# احتيال الدفع المسبق

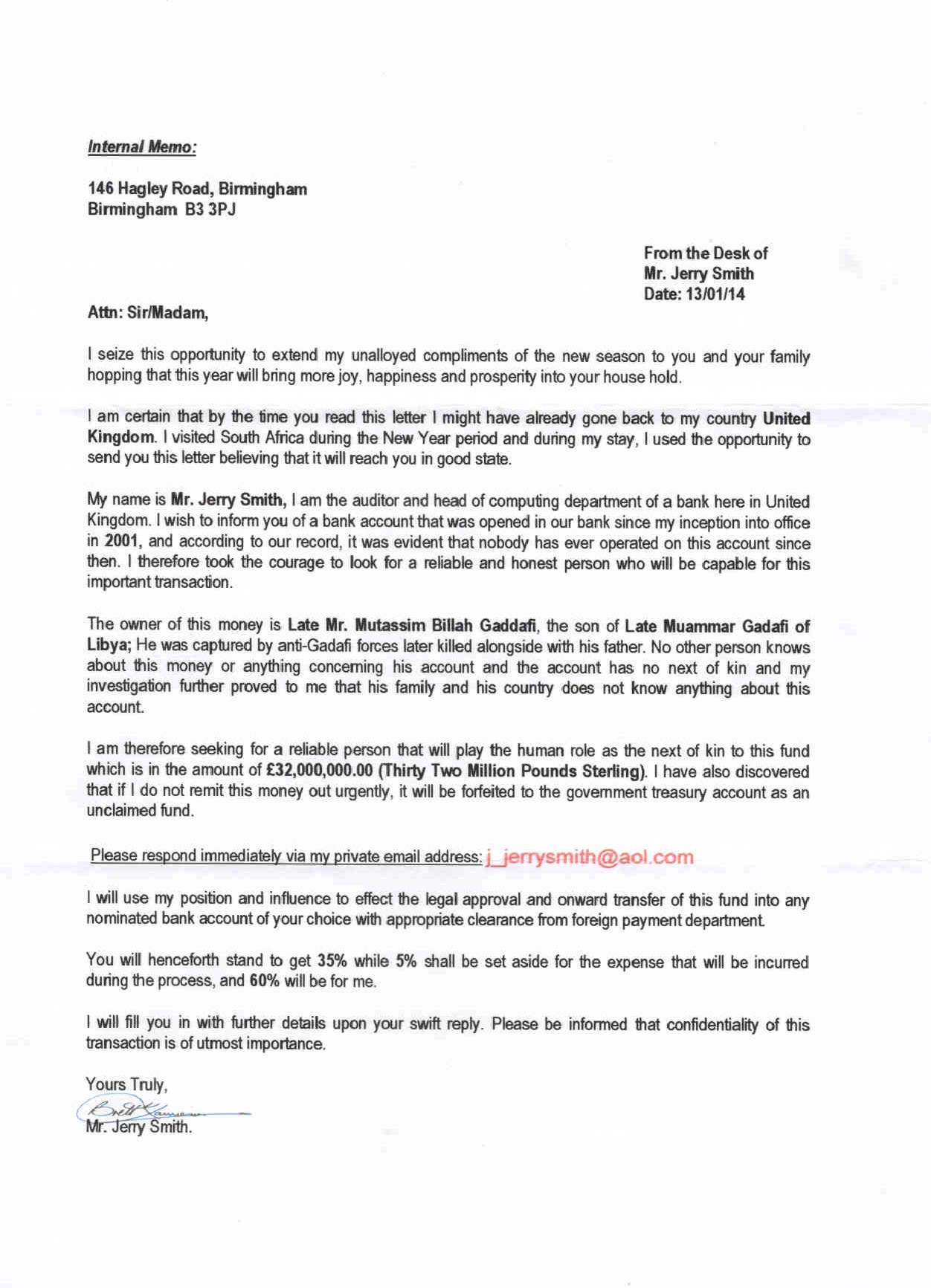
نموذج لرسالة احتيال

خدعة الرسوم المسبقة أو النصب عن طريق (الدفع مقدماً) هي شكل من أشكال الاحتيال وهي واحدة من أكثر أنواع حيل الثقة شيوعاً. تتم هذه الخدعة عندما يقتنع شخص ما بإرسال مبلغ من المال مقابل إرسال مبلغ ضخم من المال له فيما بعد ويسمى باللغة الإنجليزية scam أو fraud ومن أهم أنواعه النصب أو الاحتيال النيجيري Nigerian) scam).

## التاريخ والنشأة
ظهر هذا النوع من الاحتيال في عقد الثمانينيات عندما بدأ انحسار شركات النفط النيجيرية آنذاك، بدأ عدد من طلاب الجامعات العاطلين عن العمل باستغلال تطلعات بعض رجال الأعمال بالاستثمار في قطاع النفط النيجيري.
فيما بعد بدأ النصب يأخذ منحى مختلفاً عندما بدأ المحتالون بإرسال رسائل إلى أناس مختلفين محاولين إقناعهم بالاستثمار في قطاع النفط وبإرسال مبلغ معين من المال على أمل الحصول على (صفقة العمر) فيما بعد وحاليا يسمى هذا النوع من النصب رسميا ب 419 Nigerian scam. ووسائله الرئيسية اليوم هي البريد الإلكتروني.
وهناك مدارس أخرى في هذا المجال أبرزها المدرسة الروسية والمدرسة الأسبانية وتسمى (السجين الأسباني) وتقوم فكرتها على إرسال بريد إلكتروني والاتصال بشخص ما وإقناعه بأن المتصل هو سجين أسباني غني (مليونير) وبأن هذا السجين بحاجة إلى حوالي مائة ألف دولار لرشوة ضباط السجن وعند خروجه من السجن سيعيد لك المبلغ أضعافا مضاعفة.

## التحول إلى شبكات دولية
تحول هذا النوع من الاحتيال إلى تجارة مربحة قدرت بحوالي مائة مليون دولار في عام 1997 [بحاجة لمصدر] وقال المحاضر في جامعة برمنجهام انسا نولت بأن الاحتيال عبر الإنترنت يعد حاليا من أهم موارد الدخل الخارجي النيجيري.
وتتوزع شبكات النصب حول العالم وخصوصا في بنين وساحل العاج وغانا وجنوب أفريقيا وهولندا.

## أنواع الاحتيال
تتفاوت أنواع الاحتيال حسب الزمن والطريقة والنوعية فهنالك عدة أنواع من الاحتيال ومنها مثلاً عن طريق اليانصيب وبه يتم إخبار الشخص بأنه ربح في اليانصيب وما عليه إلا إرسال مبلغ من المال ليستلم جائزته.
وهناك أيضا طريقة (الاحتيال الرومانسي) وذلك عن طريق إقناع الضحية بإيجاد حبيب له مقابل مبلغ من المال.
بالإضافة إلى طريقة فعل الخير وذلك بمحاولة إقناع الضحية بالتبرع من أجل القضايا الإنسانية من حروب وأوبئة ومجاعات.
وأخيرا وليس آخراً هناك نوع من الاحتيال غير منتشر في العالم العربي ولكنه يقوم على إقناع الضحية بأن هناك قاتل مأجور يريد الفتك بالضحية وأن عليه دفع مبلغ من المال لدفع البلاء والنجاة وهناك أيضا طريقة الاتصال بالمؤسسات أو البنوك والقول بأن هناك عبوة ناسفة وعليهم الدفع لضمان عدم تفجير المكان.
ومن الطريف ذكر أحدى الطرق المضحكة في النصب وهي مقابلة الضحية في أحد الأماكن وجعله يرى حقيبة ممتلئة بالدولارات المزيفة وإقناعه بأنها حقيقية ولكن المشكلة بأن على كل ورقة منها ختم أزرق وهذا الختم لا يمكن إزالته إلا بنوع من المحاليل الكيماوية وهذا المحلول سعره 200 أو 500 ألف دولار وهلم جرا وتسمى هذه الطريقة من النصب بـ (الدولارات الزرقاء) وقد وقع ضحيتها العشرات في العالم العربي.

## الدعوة لزيارة نيجيريا أو جنوب أفريقيا
يقوم المحتالون أحيانا بتوجيه الدعوة إلى الضحية لزيارة نيجيريا أو جنوب أفريقيا وفي هذه الحالة يتم استغلالهم بأبشع وأقذر الصور فقد تم اختطاف رجل أعمال ياباني عن طريق المحتالين النيجيريين في شهر سبتمبر 2008 وطلب فدية بمئات آلاف الدولارات وخطف رجل أعمال سويدي في دولة توغو عام 1996 وطلب فدية قدرت ب 20 مليون يورو فضلا عن اختطاف آخر روماني عام 2001 ولم يطلق سراحه إلا بعد دفع 500 ألف دولار هذا فضلا عن قتل رجل أعمال يوناني عمره 29 عاما عام 2004 وآخر أمريكي، وآخر نرويجي اختفى في جنوب أفريقيا عام 1999 ويعتقد أنه قد تمت تصفيته عن طريق هؤلاء المحتالين.
من الجدير بالذكر أن أحد أساليب الاحتيال هي اصطحاب الضحية في نزهة بالسيارة إلى منطقة ما وبعد عدة أميال يقوم أفراد آخرون من العصابة بالهجوم على سيارة الضحية وإقناعه بأنه قد دخل إلى دولة أخرى دون تأشيرة بالتالي عليه دفع مبلغ من المال لهم ليخلوا سبيله.

## التأثيرات النفسية على الضحايا
عشرات الآلاف من الناس وقعوا ضحية للنصب والشعور الرئيسي هو الشعور بالخيانة أو الاغتصاب والحقيقة أن هذا النوع من النصب قد يؤدي إلى مشاكل نفسية وعصبية قد تتحول إلى أمراض جسدية. وهناك حالات في كل من أستراليا وأمريكا لضحايا لهذا النوع من الاحتيال وقد تحولوا إلى محتالين بدورهم وأخذوا يمارسون نفس أساليب المحتالين الأفارقة الذين سلبوهم كل ما يملكون.

## التجارة بالبيانات
بعد أن يقوم المحتالون بسلب الشخص إلى أبعد درجة والاستفادة من كل قرش في جيبه يتم بيع بيانات هذا الشخص (من بريد إلكتروني ورقم هاتف إلخ) إلى عصابة أخرى من المحتالين التي تقوم بدورها بالاتصال بنفس الشخص محاولة إقناعه بأنها ستعيد له كل أمواله ولكن مقابل مبلغ بسيط من المال ويستمر المسلسل.

## الاحتراف في الاحتيال
المحتالون يرسلون لك وثائق وهي وثائق مزورة بإتقان شديد ومنها أوراق حكومية لذلك يجب الحذر لضمان عدم وقوع الشخص للاحتيال وقد ذكر ذات مرة بأن هؤلاء المحتالين قد زوروا توقيع الرئيس النيجيري شخصيا.
أحدث محاولات النصب هي إرسال رسالة من شخص يدعي أنه إقطاعي كبير واسمه مايكل كومالو ويدعي أنه من زيمبابوي وقد صادر الرئيس روبرت موغابي كل أمواله إلا أن لديه رصيد في البنك في جنوب أفريقيا وهو على استعداد ليعطيك 24 مليون دولار إذا أرسلت له مبلغ 200 ألف دولار.

## المكافحة والاعتقالات
عام 2004 اعتقل 52 شخصا في أمستردام على خلفية الاشتباه بانتمائهم إلى عصابات النصب وفي نفس العام تمت إدانة شخص في أستراليا بتهمة الانتساب إلى أحدى هذه العصابات وفي شهر يونية 2008 تمت إدانة شخص في أمريكا بنفس التهمة وهي الانتماء إلى هذه العصابات النيجيرية.
وهناك الكثير من الانتقادات توجه إلى نيجيريا لتساهلها في موضوع ملاحقة المجرمين والقضاء على هذه الظاهرة، ويعزى ذلك بشكل رئيسي إلى الفساد والرشاوي. وقد تم إنشاء هيئة حكومية، تهتم بجرائم مالية عام 2001. وقد حققت هذه الهيئة نجاحاً ملموسا في الآونة الأخيرة. ففي عام 2016 فقط تم اعتقال أكثر من 178 شخصاً في خمس ولايات بتهمة جرائم تتعلق بالنصب وغسل الأموال. مع تحقيق هذه النجاحات، ما زالت هذه الهيئة تواجه تهماً من بينها التمييز بين أناس لهم جاه في الحكومة والعاديين عند الاعتقال، وفساد الإداريين.